# Cheval (héraldique)
Pour les articles homonymes, voir Cheval.

Cheval cabré

Le cheval est une figure héraldique naturelle, curieusement absente dans l'héraldique médiévale, une figure sur 1500 étant celle d'un cheval durant toute la période, quand le lion orne un blason sur six. Il reste extrêmement rare jusqu'au milieu du XVIe siècle. Michel Pastoureau évoque différentes pistes quant à cette rareté. Il est possible que le cheval, animal favori des seigneurs et des rois, soit symboliquement considéré comme un être humain plutôt que comme un animal. Une autre possibilité est l'absence de jeu de mots entre « cheval » et le nom du seigneur : très peu d'entre eux portent un nom évoquant le cheval, ce qui est également une raison expliquant l'absence du faucon dans les armoiries, autre animal incontournable chez les seigneurs médiévaux.

## Blasons
CHEVAL.Sa position naturelle est d'être passant comme presque tous les quadrupèdes et dans l'état de nature, c'est-à-dire non harnaché. Quelques auteurs pourtant expriment cet état par le mot gai. (Amédée de Foraz. "Le blason, dictionnaire et remarques" p.81)
 La quasi-totalité des auteurs confirme la position par défaut "passant" (3 pattes en appui au sol, la dextre antérieure levée), par contre, le fait d'être à l'état de nature (= gai) semble devoir être blasonné pour certains (P-B Gheusi, Jules Pautet du Parois, P; Jaillard, etc).
Le cheval se dit sellé, bridé, caparaçonné ou bardé s'il est recouvert d'étoffes ou d'une armure de fer (D.L. Galbreath, Manuel du Blason).

Blason de ville de Bellerive-sur-Allier : Coupé : au 1er de sinople à deux fleurs de lys d'or ; au 2e de gueules à un étui de crosse d'or ; sur le tout : une fasce ondée d'argent brochant sur la partition et un cheval coupé d'or brochant sur le tout
Blason de la ville de La Brillanne : Coupé : au premier d'or à la bande de sinople, au second de sinople au cheval d'or.
Blason de la région de Basse-Saxe, en Allemagne : De gueules à un cheval cabré d'argent
Blason de la cité de Stuttgart, en Allemagne : D'or à un cheval saillant de sable